# 参宿增十
獵戶座23，又名BD+03 871，HD 35149、SAO 112697、HR 1770，是獵戶座的一颗恒星，视星等为5，位于銀經199.16，銀緯-17.86，其B1900.0坐标为赤經5h 17m 34.6s，赤緯+3° -17.86′ 54″。